# Emma de la Barra
Emma de la Barra (n. en Rosario en 1860 o 1861 - f. 5 de abril de 1947), conocida por el seudónimo César Duayen, usado en su obra literaria, fue una escritora argentina.

## Carrera
Nacida en una familia acomodada de Rosario, provincia de Santa Fe, su padre fue Federico de la Barra, periodista, fundador de La Confederación, primer periódico rosarino y político, en ese entonces senador por Santa Fe y su madre la dama de sociedad cordobesa Emilda González Funes.
Siendo adolescente, comenzó a asistir a reuniones literarias y a mítines obreros. Poco tiempo después, se casó en un matrimonio por conveniencia, acordado por su familia, con su tío Juan de la Barra (hermano de su padre) quien la doblaba en edad.
Se muda con él a Buenos Aires, donde Emma continuó desarrollando el talento musical y la pintura y realizando actividades de índole social y cultural, consentida por su esposo. Entre otras, fundó la Sociedad Musical Santa Cecilia, la primera escuela profesional de mujeres; y la Cruz Roja, junto a Elisa Funes de Juárez Celman. También hizo labores de traducción, por ejemplo con la obra Novia de abril, de Guy de Chantepleure.
Quedó viuda. Tiempo después comenzó a tomar forma su obra más conocida, la novela Stella, que relata en cierta forma parte de su vida. Stella es una jovencita que se casa con un hombre mayor y acaudalado. Según relató en un reportaje, la novela fue escrita en pocas semanas, y decidió escribirla con seudónimo masculino porque en ese momento una mujer escritora estaba mal visto socialmente.
Conoció a Julio Llanos, periodista del diario La Nación que se había encargado de los trámites para la edición de Stella, y con quien más tarde contrajo matrimonio. Ya para ese momento, Stella era un éxito de ventas. Salían sucesivas ediciones, con prólogo del famoso escritor Edmundo de Amicis. La obra fue traducida al italiano en 1908, y prologada por D'Amicis. Julio Llanos organizó un concurso que premiará a quien revelara quién era César Duayen. El periodista de El Diario, Manuel Láinez, respondió a esta incógnita: "Corresponde a una bellísima dama, la señora Emma de la Barra".
Emma de la Barra escribió, utilizando el mismo seudónimo, las novelas Mecha Iturbe (1906), y El manantial (1908). Por Mecha Iturbe recibió un adelanto de 5000 pesos por 6000 ejemplares, hecho inédito en la literatura argentina. El manantial fue editado como libro de lectura. También realizó colaboraciones en diversos medios gráficos como la revista Caras y Caretas y El Hogar, además de adaptaciones de sus novelas para el cine.
En 1915 se encontraba en Europa junto a su marido, quien escribía crónicas para el diario La Nación sobre la Primera Guerra Mundial. Emma escribió muchas de esas crónicas, adaptándose al género periodístico.
Fue celebrada como escritora por diversos autores de la época, por ejemplo Gabriela Mistral, quien le dedica el poema La oración de la maestra (1925).
En 1943 se realizó la película basada en Stella, con dirección de Benito Perojo.
Además de su labor como escritora, Emma fue mujer de empresa e invirtió parte de su fortuna en un barrio obrero en la localidad de Tolosa, creado en 1888 por su esposo Juan de la Barra, y que sería conocido como el "Barrio de las Mil Casas", próximo a la ciudad de La Plata. Este proyecto se estancó y fracasó tras la clausura de los talleres ferroviarios de Tolosa, donde trabajaban la mayor parte de sus habitantes.

## Obra
- 1905 - Stella
- 1906 - Mecha Iturbe
- 1908 - El manantial
- 1917 - Cartas materiales
- 1933 - Eleonora
- 1943 - La dicha de Malena